# فيدل كاسترو
فيدل أليخاندرو كاسترو (بالإسبانية: Fidel Alejandro Castro Ruz) (13 أغسطس 1926 - 25 نوفمبر 2016) رئيس كوبا السابق منذ العام 1959 بعد إطاحته بحكومة فولغينسيو باتيستا بثورة عسكرية ليصبح رئيس الوزراء حتى عام 2008 عند إعلانه عدم ترشحه لولاية جديدة وانتخاب أخيه راؤول كاسترو مكانه. وكان كاسترو في 1965 أمين الحزب الشيوعي في كوبا وقاد تحويل البلاد إلى النظام الشيوعي ونظام حكم الحزب الوحيد . وأصبح في عام 1976 رئيس مجلس الدولة ومجلس الوزراء. وكان أعلى قائد عسكري.
بعد جراحة معوية في 31 يوليو 2006 سلم مهامه لأخيه الصغير ونائب الرئيس الأول راؤول كاسترو. في 19 فبراير 2008 وقبل 5 أيام من انتهاء مدة الحكم أعلن أنه لا يرغب في مدة جديدة كرئيس أو رئيس أركان. توفي في 26 نوفمبر 2016، عن عمر يناهز 90 عامًا.

## بداية حياته

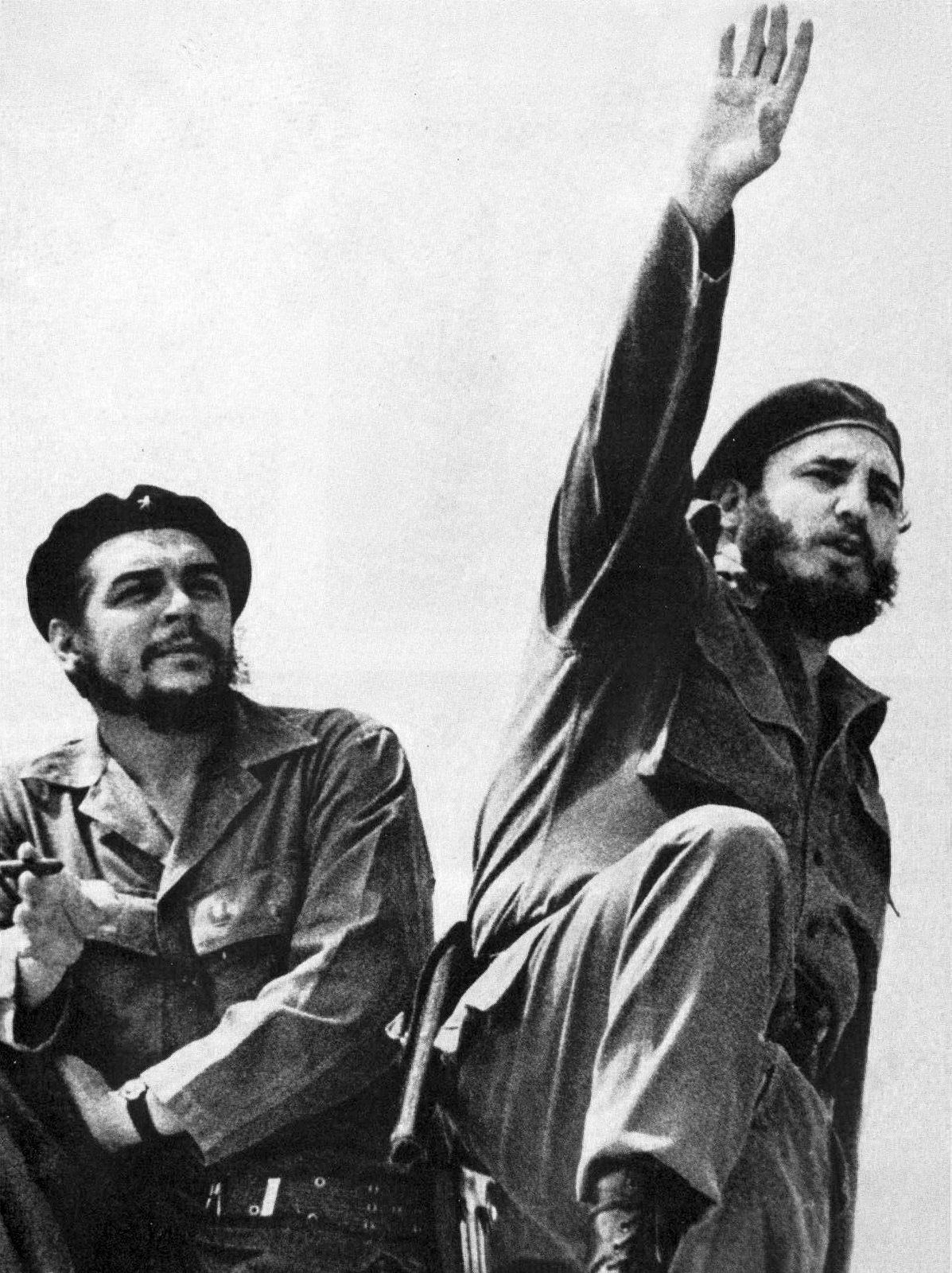
فيديل كاسترو وغيفارا عام 1961 من تصوير ألبرتو كوردا.

ترعرع في كنف والديه المهاجرين من إسبانيا واللذين يعدان من المزارعين. تلقى تعليمه في المدرسة التحضيرية، وفي عام 1945م التحق بجامعة هافانا حيث درس القانون وتخرج منها عام 1950م. ثم عمل كمُحام في مكتب محاماة صغير وكان لديه طموح في الوصول إلى البرلمان الكوبي إلا أن الانقلاب الذي قاده فولغينسيو باتيستا عمل على إلغاء الانتخابات البرلمانية المزمع عقدها. وكردة فعل احتجاجية، شكّل كاسترو قوّة قتالية وهاجم إحدى الثكنات العسكرية وأسفر هذا الهجوم عن سقوط 80 من أتباعه وإلقاء القبض على كاسترو. حكمت المحكمة على كاسترو بالسجن 15 عاماً وأطلق سراحه في مايو 1955م، ونُفي بعدها إلى المكسيك، حيث كان أخوه راؤول ورفاقه يجمعون شملهم للثورة، وكان إرنستو تشي جيفارا قد التحق بالثوار ليتعرف على فيديل كاسترو ويصبح جزءاً من المجموعة الثورية.
وعلى متن قارب شراعي، أبحر كاسترو ورفاقه من المكسيك إلى كوبا وسُميت زمرته بحركة ال 26 يوليو، ولم يعرب كاسترو عن خطه السياسي رغم قيامه بتأميم الأراضي في المناطق التي سيطر عليها الثوار، لكن بعد انتصار الثورة قام بتكليف أحد الرأسماليين الذين تبنُّوا فِكر الرئيس الأمريكي توماس جيفرسون والرئيس أبراهام لينكن، وذلك لتفادي أي هجوم أمريكي على الثورة البكر كما حدث في غواتيمالا، وبعد أن سيطرت الثورة على كوبا كاملة بدأ بتأميم كل الصناعات المحلية والمصارف وتوزيع ما تبقّى من الأراضي على الفلاحين.
تحرك كاسترو عسكرياً مع ما يقارب من ثمانين رجلاً في 2 ديسمبر 1956 واستطاع 40 من مجموع الـ 80 رجلاً الانسحاب إلى الجبال، بعد أن تعرّضوا لهجوم غير متوقع من جيش باتيستا عند نزولهم على الشاطئ ودخولهم كوبا. وعمل على إعادة ترتيب صفوفه وشن حرب عصابات من الجبال على الحكومة الكوبية. وبتأييد شعبي، وانضمام رجال القوات المسلحة الكوبية إلى صفوفه، استطاع كاسترو أن يشكل ضغطاً على حكومة هافانا مما اضطر رئيس الحكومة ورئيس الجمهورية إلى الهرب من العاصمة في 1 يناير 1959 على إثر إضراب عام وشامل جاء تلبية لخطاب فيديل كاسترو ثم دخلت قواته إلى العاصمة هافانا بقيادة إرنستو تشي جيفارا حيث كان عدد المقاتلين الذين دخلوا تحت إمرة جيفارا ثلاثمائة. في أبريل 1961 وقع غزو خليج الخنازير والذي كان عبارة عن محاولة انقلابية من قبل وكالة المخابرات المركزية والتي انتهت بالفشل.

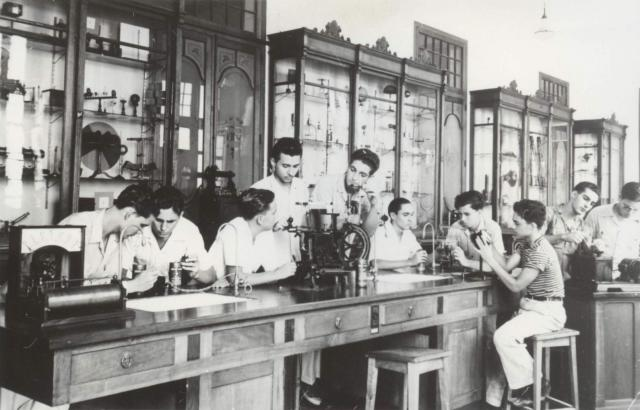
فیدل کاسترو فی كوليجيو دي بيلين 1943. هافانا ، كوبا

استقال فيديل كاسترو من رئاسة كوبا ومن قيادة الجيش في 18 فبراير 2008 بعد صراع مع المرض دام 19 شهراً، وقد تولى شقيقه راؤول كاسترو زمام السلطة في كوبا.

## علاقته بالدين
يعتبر كاسترو نفسه ملحداً ولم يمارس الطقوس الدينية المسيحية منذ نعومة أظافره، وقد أقصته البابوية في الفاتيكان عن المذهب الكاثوليكي في 3 يناير 1962 لارتداد كاسترو عن الكاثوليكية. وقد تحسّنت علاقة كاسترو بالبابوية في مطلع التسعينيات من القرن العشرين بعد انهيار الاتحاد السوفيتي، سمح للبابا بزيارة كوبا بعد أن أعلن البابا أن المسيحية تؤيّد الاشتراكية. وفعلاً دخل البابا إلى كوبا وأصبح صديقاً بعد عداء دام عقوداً، وقال كاسترو عن البابا : «"نحن اليوم نتفق معه فقد كاد يقول يا عمال العالم إتحدوا!، ويعتبر هذا الشعار شعار الأحزاب الشيوعية"».

## سياسته الخارجية
سارعت الولايات المتحدة إلى الاعتراف بالحكومة اللاتينية الجديدة، وكان كاسترو رئيساً للدولة آنذاك وكلف أحد البرجوازيين برئاسة الحكومة، تفاديا لضربات السياسة الأمريكية المعادية للشيوعية والاشتراكية. وسرعان ما بدأت العلاقات الأمريكية الكوبية بالتدهور عندما قامت كوبا بتأميم الشركات، وتحديداً، شركة «الفاكهة المتحدة». وفي أبريل من 1959، زار الرئيس كاسترو الولايات المتحدة الأمريكية والتقى مع نائب الرئيس ريتشارد نيكسون، واعتذر الرئيس الأمريكي عن عدم استطاعته اللقاء مع كاسترو لارتباطه بلعبة الغولف وقد طلب الرئيس الأمريكي من نائبه التّحقق من انتماء كاسترو السياسي ومدى ميوله لجانب المعسكر الشرقي، وخلص نائب الرئيس نيكسون إلى أن كاسترو : «"شخص بسيط وليس بالضرورة يميل إلى الشيوعية"». وفي فبراير عام 1960، اشترت كوبا النفط من الاتحاد السوفيتي ورفضت الولايات المتحدة المالكة لمصافي تكرير النفط في كوبا التعامل مع النفط السوفيتي، فقام كاسترو بتأميم المصافي الكوبية التي تسيطر عليها الولايات المتحدة الأمريكية مما جعل العلاقات الأمريكية الكوبية في أسوأ حال. وقامت الولايات المتحدة بمحاصرة كوبا إلى أن انتهى الحصار في 2015. تحسنت العلاقات الكوبية السوفيتية، واستمر التبادل الاقتصادي إلى غاية الثمانينات حيث قام الاتحاد بوقف استيراد الرصاص الكوبي.

## أزمة الصواريخ
استناداً على مذكرات الرئيس السوفيتي خوروشوف، فقد رأى الاتحاد السوفيتي أن يقوم على نشر صواريخ بالستية لتحول دون محاولة الولايات المتحدة من غزو الجزيرة. وفي 15 أكتوبر 1962، اكتشفت طائرات التجسس الأمريكية منصات الصواريخ السوفيتية في كوبا ورأت فيها تهديداً مباشرا للولايات المتحدة نتيجة المسافة القصيرة التي تفصل بين كوبا والولايات المتحدة (90 ميل). وقامت البحرية الأمريكية بتشكيل خط بحري يعمل على تفتيش السفن المُتّجهة إلى كوبا. وفي 27 أكتوبر 1962، بعث الرئيس الكوبي كاسترو برسالة خطّية للرئيس السوفيتي يحثه فيها على شنّ هجوم نووي على الولايات المتحدة ولكن الاتحاد السوفيتي لم يستجب لهذا الطلب. ورضخ الاتحاد السوفيتي لإزالة الصواريخ الكوبية شريطة أن تتعهد الولايات المتحدة بعدم غزو كوبا والتخلص من الصواريخ البالستية الأمريكية في تركيا.مما أدى لاستتباب الأمن وزوال الخطر، اتسمت العلاقة بين الولايات المتحدة وكوبا بالعدائية، واستمرت الولايات المتحدة بمحاولاتها لاغتيال كاسترو.

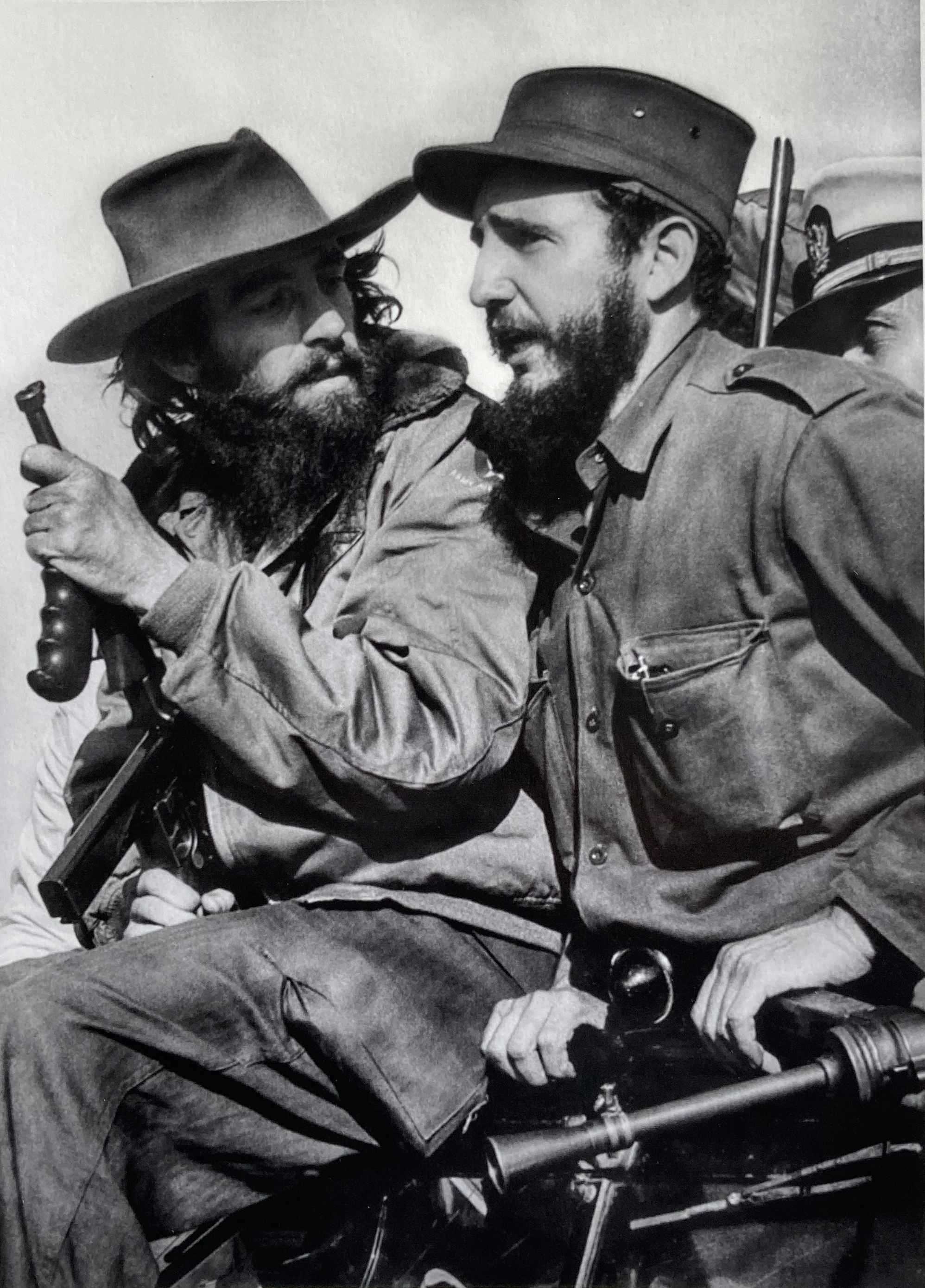
كاسترو مع زميله الثوري كاميلو سيينفويغوس يدخل هافانا في 8 يناير 1959

## الاستقالة
استقال فيدل كاسترو من رئاسة كوبا ومن قيادة الجيش في 19 فبراير 2008 بعد صراع مع المرض دام 19 شهرًا. وتولى زمام السلطة في كوبا من بعده شقيقه راؤول كاسترو.

## تأملات فيدل

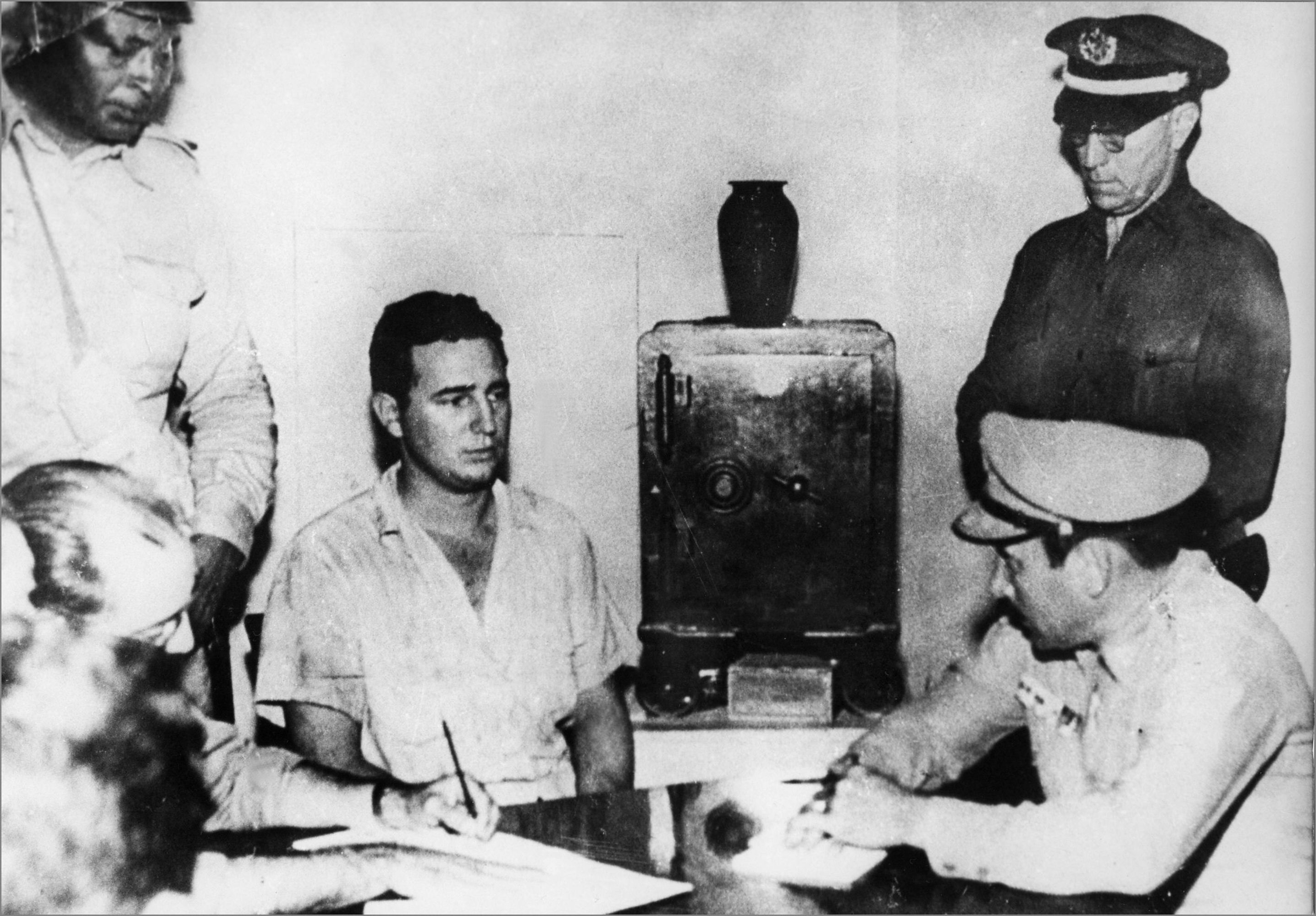
فيدل كاسترو رهن الاعتقال بعد هجوم مونكادا عام 1953

نشر فيدل كاسترو سلسلة مقالات بعنوان «تأملات فيدل» بمختلف لغات العالم عن طريق المواقع الإلكترونية التابعة للسفارات الكوبية.

## وفاته

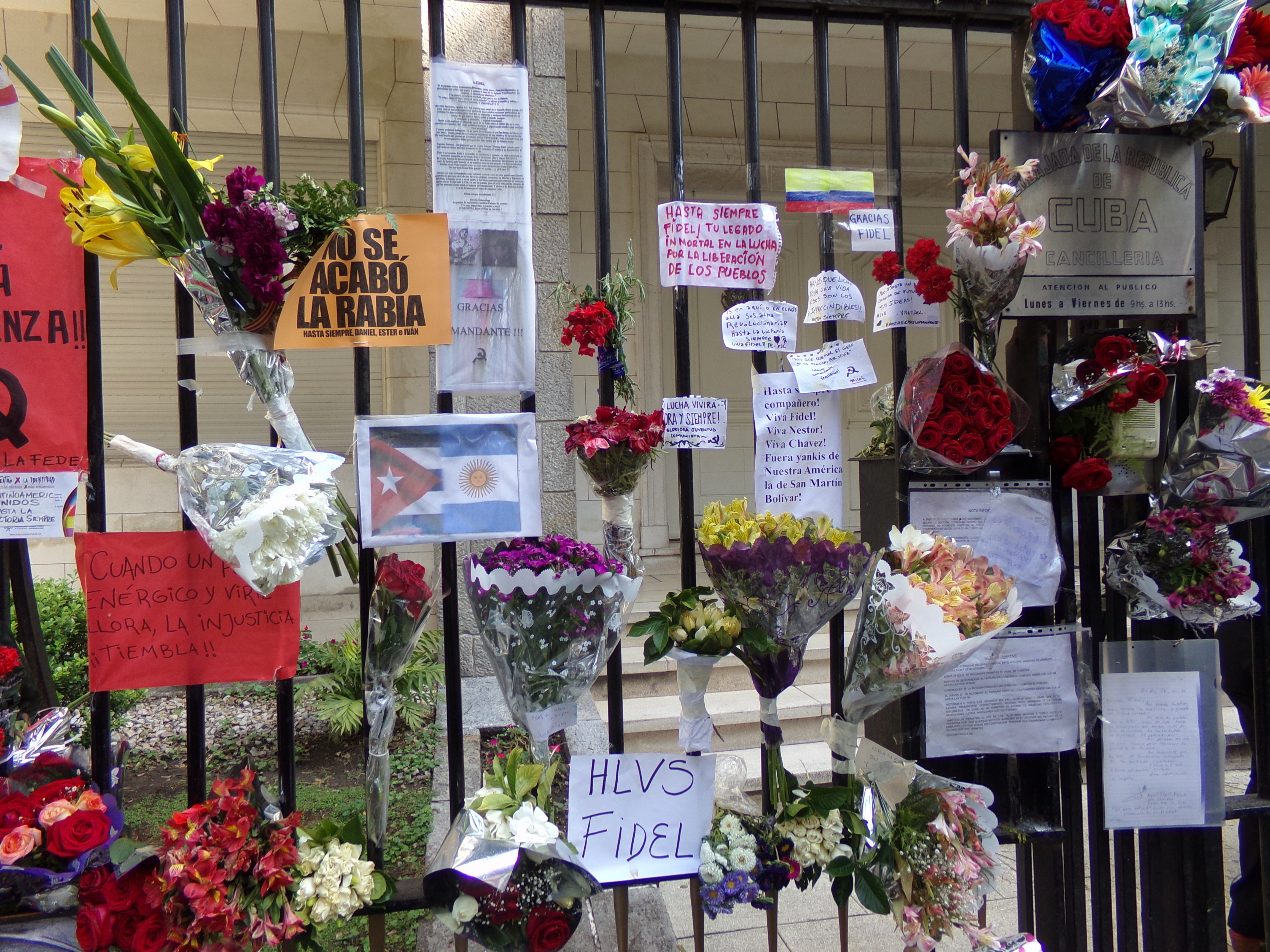
تحية لفيدل كاسترو في بوينس آيرس 17

توفي فيدل كاسترو في هافانا بدولة كوبا عند الساعة 10:29 مساءً، يوم الجمعة 25 نوفمبر 2016م بتوقيت هافانا الموافق ليوم السبت بتاريخ 26 نوفمبر 2016م حسب توقيت العالم القديم عن عمر يزيد على 90 عاماً.
جاء إعلان الوفاة على لسان شقيقه راؤول كاسترو، حيث قال راؤول عبر التلفزيون الوطني: «توفي القائد الأعلى للثورة الكوبية في الساعة 22.29 هذا المساء».

## الكشف عن الوثائق الأمريكية لمحاولة اغتياله
خلال شهر أكتوبر سنة 2017، كشف المركز القومي الأمريكي للأرشيف عن عدة وثائق سرية تتعلق باغتيال الرئيس الأميركي الأسبق جون كينيدي، وقد تمكن العشرات من مراسلي صحيفة واشنطن بوست من الاطّلاع على تلك الوثائق ونشرها على شبكة الإنترنت على مدار يومي الخميس والجمعة في 26 و27 أكتوبر 2017 - على التوالي - وكان من أهم هذه الوثائق تلك المتعلقة بالتخطيط لاغتيال فيديل كاسترو وقادة آخرين. وتصف الوثيقة -التي يعود تاريخها إلى سنة 1964- اجتماعًا للمنفيين الكوبيين، في إطار محاولة لوضع أسعار لرؤوس كل من فيديل كاسترو وشقيقه راؤول كاسترو وإيرنستو تشي غيفارا. وظهر أن المجتمعين كانوا يرغبون بدايةً بوضع مبلغ 155 ألف دولار على رأس كاسترو، ثم عادوا واعتبروه مرتفعًا، إلى أن استقر المقام لاحقًا على مئة ألف دولار، بينما تقرر وضع عشرين ألف دولار لرأس راؤول ومثلها لرأس غيفارا.
وكشفت وثائق أخرى عن مخططات أمريكية متعددة هدفت إلى اغتيال كاسترو منذ أن كان رئيسًا للوزراء، من بينها وثيقة تفيد بأن يقوم الجنرال جونوفان -الذي كان يتفاوض مع كاسترو للإفراج عن المعتقلين في خليج الخنازير - بتقديم بذلة غوص له تكون ملوثة بمواد سامة. كما كان هناك مخطط آخر مفاده تكليف وكالة الاستخبارات المركزية وسيط للتواصل مع أحد رجال العصابات، بحيث يعرض عليه مبلغ 150 ألف دولار مقابل أن يستخدم مُسلحًا ويرسله إلى كوبا من أجل اغتيال كاسترو. إلا أن مُحبط هذه الفكرة كان جون كينيدي، الذي كان وزيرًا للعدل عندئذٍ، الذي اعتبر أن استخدام مثل هؤلاء الأشخاص يعني صعوبة ملاحقتهم قضائيًا في المستقبل. وأشارت وثيقة إلى خطة أخرى تتمثل في تسميم شراب كاسترو عن طريق أشخاص من عالم الجريمة المنظمة، وذلك بحيث يقوم هؤلاء بتسليم الأقراص إلى معارفهم في كوبا، ثم إلى شخص يمكنه دسها في شراب كاسترو . وتفيد الوثائق أن السم سُلِّم مرتين فعلًا لرجال العصابات، لكن العميل الكوبي أصيب بالذعر في الحالتين ففشلت العملية. وتذكر وثيقة أن من بين المخططات الأمريكية لاغتيال كاسترو ما تمثل في شحن صدفة بحرية تحمل شكلًا غريبًا، وإخفاؤها في قاع البحر بهدف تفجيرها.

## روابط خارجية
- فيدل كاسترو على موقع IMDb (الإنجليزية)
- فيدل كاسترو على موقع الموسوعة البريطانية (الإنجليزية)
- فيدل كاسترو على موقع روتن توميتوز (الإنجليزية)
- فيدل كاسترو على موقع مونزينجر (الألمانية)
- فيدل كاسترو على موقع ألو سيني (الفرنسية)
- فيدل كاسترو على موقع ميوزك برينز (الإنجليزية)
- فيدل كاسترو على موقع أول موفي (الإنجليزية)
- فيدل كاسترو على موقع قاعدة بيانات الأفلام السويدية (السويدية)
- فيدل كاسترو على موقع إن إن دي بي (الإنجليزية)
- فيدل كاسترو على موقع ديسكوغز (الإنجليزية)